# Fumiaki Tanaka
Fumiaki Tanaka (en japonés, 田中史朗; nacido en Kioto el 3 de enero de 1985) es un jugador de rugby japonés, que juega de medio de melé para la selección de rugby de Japón y para los Panasonic Wild Knights, Otago y los Highlanders a nivel doméstico.
Su debut con la selección de Japón se produjo en un partido contra Golfo Pérsico en Osaka el 3 de mayo de 2008.
Participó en la Copa Mundial de Rugby de 2011, en la que fue el jugador más pequeño; se cree que es el jugador más bajo que haya jugado nunca en el Super Rugby. Tanaka ha comentado que su tamaño "es una ventaja".
Seleccionado para la Copa del Mundo de Rugby de 2015, Fumiaki Tanaka fue elegido por los aficionados (a través de Twitter) como "Hombre del partido" (Man of the Match) en la memorable victoria de Japón sobre Sudáfrica en la fase de grupos, pues a pesar de ser el más bajo de los jugadores “dicta el juego con gran autoridad”.